# Canton d'Yerville
Le canton d'Yerville est une ancienne division administrative française située dans le département de la Seine-Maritime et la région Haute-Normandie.

## Géographie
Ce canton était organisé autour d'Yerville dans l'arrondissement de Rouen. Son altitude variait de 89 m (Hugleville-en-Caux) à 177 m (Saussay) pour une altitude moyenne de 213 m.

## Représentation

### Conseillers généraux de 1833 à 2015
| Période           | Période      | Identité                            | Étiquette                           | Qualité |
| ----------------- | ------------ | ----------------------------------- | ----------------------------------- | --- |
| 1833              | 1836         | Jean Duglé                          |                                     | Maire de Doudeville |
| 1836              | 1845         | Louis Marcel Bataille de Bellegarde |                                     | Propriétaire, maire de Grémonville |
| 1845              | 1848         | Hygin Auguste Cavé                  |                                     | Inspecteur des Beaux-Arts Maître des requêtes au Conseil d'État Avocat à Doudeville                                                                                   |
| 1848              | 1861 (décès) | Louis Marcel Bataille de Bellegarde |                                     | Propriétaire, maire de Grémonville |
| 1861              | 1871 (décès) | Comte Charles Le Bègue de Germiny   | Droite                              | Sénateur (1863-1870) Ministre des Finances (1851) Gouverneur honoraire du Crédit foncier puis de la Banque de France                                                  |
| 1871              | 1911 (décès) | Pierre Le Souef                     | Monarchiste puis Républicain rallié | Médecin et agriculteur Député (1883-1889) Sénateur (1891-1900) Maire de Criquetot-sur-Ouville                                                                         |
| 1911              | 1929 (décès) | Louis Féron                         | Républicain Progressiste            | Marchand de chevaux, propriétaire à Vibeuf |
| 1929              | 1940         | Louis Quesnel                       | RG                                  | Avocat, propriétaire à Baons-le-Comte, conseiller d'arrondissement Député (1900-1902, 1905-1914, 1928-1936) Sénateur (1912-1927)                                      |
|                   |              |                                     |                                     | |
| 1945              | 1958         | Jean Lepicard                       | PAPF puis RI                        | Maire d'Ouville-l'Abbaye, ancien conseiller d'arrondissement |
| 1958              | 1961 (décès) | Joseph Duclos                       | CR                                  | Maire de Bourdainville Suppléant du député Robert Grèverie (1958-1961)                                                                                                |
| 25 septembre 1961 | 1982         | Alfred Paillogues (1906-1991)       | CR puis UDF-Radical                 | Ancien résistant FFI, Yerville |
| 1982              | 2015         | Alfred Trassy-Paillogues            | RPR puis UMP                        | Ingénieur civil Député (2002-2012) Maire d'Yerville (1983-2020) Président de la Communauté de communes d'Yerville-Plateau de Caux Elu en 2015 dans le Canton d'Yvetot |

### Conseillers d'arrondissement (de 1833 à 1940)
Le canton de Yerville appartenait à l'arrondissement d'Yvetot jusqu'à sa disparition en 1926.
| Période                                  | Période      | Identité                          | Étiquette                   | Qualité |
| ---------------------------------------- | ------------ | --------------------------------- | --------------------------- | --- |
| 1833                                     | 1836         | Lucien Auguste Folloppe           |                             | Maire d'Auzouville-l'Esneval, juge de paix                                                                              |
| 1836                                     | 1848         | M. Bié                            |                             | Propriétaire à Ectot-l'Auber                                                                                            |
| 1848                                     | 1848         | Christophe Garvey (1799-1849)     |                             | Négociant, propriétaire du château de Frettemeule à Ancretiéville-Saint-Victor, chef de bataillon de la Garde nationale |
|                                          |              |                                   |                             | |
| 1852                                     | 1858         | M. Lepicard                       | Bonapartiste                | |
| 1858                                     | 1871         | Paul Crevel-Desmottes (1821-1883) |                             | Propriétaire, maire d'Étoutteville                                                                                      |
| 1871                                     | 1899 (décès) | Charles Henry Quesnel (1830-1899) | Monarchiste                 | Propriétaire, maire de Baons-le-Comte                                                                                   |
| 1899                                     | 1929         | Louis Quesnel (fils du précédent) | Républicain antiministériel | Avocat, propriétaire à Baons-le-Comte, député (1900-1902, 1905-1914, 1928-1936) Sénateur (1912-1927)                    |
|                                          |              |                                   |                             | |
| 1934                                     | 1940         | Edmond Leroux                     | Républicain                 | Ancien greffier de la justice de paix à Yerville                                                                        |
| 1940                                     |              |                                   |                             | Les conseils d'arrondissement ont été suspendus par la loi du 12 octobre 1940 et n'ont jamais été réactivés             |
| Les données manquantes sont à compléter. |              |                                   |                             | |

## Composition
Le canton d'Yerville regroupait 18 communes et comptait 8 968 habitants (recensement de 1999 sans doubles comptes).
| Communes                   | Population (2012) | Code postal | Code Insee |
| -------------------------- | ----------------- | ----------- | ---------- |
| Ancretiéville-Saint-Victor | 272               | 76760       | 76010      |
| Auzouville-l'Esneval       | 354               | 76760       | 76045      |
| Bourdainville              | 319               | 76760       | 76132      |
| Cideville                  | 276               | 76570       | 76174      |
| Criquetot-sur-Ouville      | 610               | 76760       | 76198      |
| Ectot-l'Auber              | 430               | 76760       | 76227      |
| Ectot-lès-Baons            | 383               | 76970       | 76228      |
| Étoutteville               | 439               | 76190       | 76253      |
| Flamanville                | 343               | 76970       | 76264      |
| Grémonville                | 393               | 76970       | 76325      |
| Hugleville-en-Caux         | 290               | 76570       | 76370      |
| Lindebeuf                  | 283               | 76760       | 76387      |
| Motteville                 | 730               | 76970       | 76456      |
| Ouville-l'Abbaye           | 553               | 76760       | 76491      |
| Saint-Martin-aux-Arbres    | 283               | 76760       | 76611      |
| Saussay                    | 307               | 76760       | 76668      |
| Vibeuf                     | 533               | 76760       | 76737      |
| Yerville                   | 2 170             | 76760       | 76752      |

## Démographie
| 1962  | 1968  | 1975  | 1982  | 1990  | 1999  | 2009 |
| ----- | ----- | ----- | ----- | ----- | ----- | ---- |
| 5 668 | 6 236 | 6 521 | 7 714 | 8 470 | 8 968 | -    |